# San Pablo de Aconchi
San Pablo de Aconchi o solo San Pablo, es un pueblo del municipio de Aconchi ubicado en el centro del estado mexicano de Sonora, cercano a la zona del río Sonora, el pueblo es la tercera localidad más habitada de su municipio, ya que según los datos del Censo de Población y Vivienda realizado en 2020 por el Instituto Nacional de Estadística y Geografía (INEGI), la localidad cuenta con 118 habitantes. Se ubica a 6.6 km del pueblo de Aconchi, cabecera del municipio y a 142 km de Hermosillo, la capital estatal. El pueblo fue incluido en el municipio de Aconchi el 13 de abril de 1932 cuando este se creó bajo la ley número 74, y es una de las 8 localidades que lo conforman.

## Historia
El primer registro oficial de la localidad se tuvo en el censo del año de 1900 con el nombre de "San Pablo", con la categoría de comisaría, perteneciente al poblado de Aconchi, en 1910 al realizarse otro censo se cambió su categoría a la de congregación, en 1921 se registró el cambio de su nombre oficial a "San Pablo de Aconchi". El 13 de mayo de 1931 pasó a formar parte del municipio de Baviácora bajo la Ley Núm. 88, el 26 de diciembre de ese mismo año, la localidad se incluyó al municipio de Arizpe por orden de la Ley Núm. 68. El 13 de abril de 1932 se creó el municipio libre de Aconchi según el decreto de la Ley Núm. 74, y San Pablo de Aconchi quedó dentro su administración definitivamente, y no fue oficial hasta el 1 de julio de ese mismo año. En 1970 el INEGI registró otro cambio al nombre, volviendo a ser solo "San Pablo", y hasta el año de 2010 se confirmaron; tanto "San Pablo" como "San Pablo de Aconchi", como nombres oficiales, manteniéndose así.

## Geografía
Véase también: Geografía del Municipio de Aconchi
Se localiza bajo las coordenadas 29°46'19" latitud norte y longitud 110°11'58" longitud oeste del meridiano de Greenwich, con una elevación media de 574 metros sobre el nivel del mar. Tiene una superficie de 0.30 kilómetros cuadrados, el pueblo es atravesado de sureste a noroeste por la carretera estatal 89 que lo comunica con los otros pueblos del río Sonora hasta Cananea. La zona pertenece a la cuenca del río Sonora y muy cercano fluye el arroyo "La Estancia". El clima es seco-semicálido, con una temperatura media alta de 28 °C y una media baja de 13.3 °C.

## Gobierno
Véase también: Gobierno del Municipio de Aconchi
San Pablo es una de las 8 localidades en las que se conforma el municipio de Aconchi, y su gobierno se encuentra en el pueblo de Aconchi, cabecera del municipio, el ayuntamiento municipal consta de un presidente municipal, un síndico y cuatro regidores, electos cada 3 años. Debido a su cercanía a la cabecera que es donde se encuentra el palacio municipal, no es necesario que en esta localidad haya un delegado auxiliar designado.

## Demografía
Según el Censo de Población y Vivienda realizado en 2020 realizado por el Instituto Nacional de Estadística y Geografía (INEGI), el pueblo tiene un total de 118 habitantes, de los cuales 63 son hombres y 55 son mujeres, con una densidad poblacional de 393.33 hab/km². En 2020 había 56 viviendas, pero de estas 38 viviendas estaban habitadas, de las cuales 7 estaban bajo el cargo de una mujer. Del total de los habitantes, sólo 1 persona (0.85% del total) se considera afromexicana o afrodescendiente.
El 94.92% de sus pobladores pertenece a la religión católica, el 2.54% es cristiano evangélico/protestante o de alguna variante, mientras que el 0.85% no profesa ninguna religión.

### Educación y salud
Según el Censo de Población y Vivienda de 2020; 4 adolescentes de entre 15 y 17 años (3.39% del total) y 4 jóvenes de entre 18 y 24 años (3.39%) no asisten a ninguna institución educativa. 4 habitantes de 15 años o más (3.39%) son analfabetas, 3 habitantes de 15 años o más (2.54%) no tienen ningún grado de escolaridad, 18 personas de 15 años o más (15.25%) lograron estudiar la primaria pero no la culminaron, 8 personas de 15 años o más (6.78%) iniciaron la secundaria sin terminarla, teniendo el pueblo un grado de escolaridad de 8.21.
La cantidad de población que no está afiliada a un servicio de salud es de 23 personas, es decir, el 19.49% del total, de lo contrario el 78.81% si cuenta con un seguro médico ya sea público o privado. En el pueblo, 14 personas (11.86%) tienen alguna discapacidad o límite motriz para realizar sus actividades diarias, mientras que 1 habitante (0.85%) posee algún problema o condición mental.
La localidad cuenta con dos instituciones educativas: el jardín de niños "Pequeños Amigos" y la escuela primaria "Amado Nervo", ambas es de carácter público y controladas por el gobierno federal.

### Población histórica
Evolución de la cantidad de habitantes desde el evento censal del año 1900:
| Año           | 1900 | 1910 | 1921 | 1930 | 1940 | 1950 | 1960 | 1970 | 1980 | 1990 | 1995 | 2000 | 2005 | 2010 | 2020 |
| Población     | 188  | 199  | 154  | 159  | 221  | 225  | 201  | 247  | 19   | 175  | 160  | 149  | 135  | 145  | 118  |
| Fuente: INEGI |      |      |      |      |      |      |      |      |      |      |      |      |      |      |      |